# ان‌جی‌سی ۳۲۴
ان‌جی‌سی ۳۲۴ (انگلیسی: NGC 324) نام یک کهکشان عدسی در صورت فلکی سیمرغ است.